# Scopula californiaria
Scopula californiaria là một loài bướm đêm trong họ Geometridae.